# 백의당
백의당은 1760년대 초 아일랜드에서 10분의 1세에 대한 불만 따위로, 지주 계급에 반항하여 결성된 농민의 비밀 결사이다. 당원은 야간 습격 때의 식별용으로 흰 셔츠를 입었다.

## 같이 보기
- 몰리 맥과이어스
- 리본주의